# Anthony Ji Weizhong
Antonio Ji Weizhong (ur. 3 sierpnia 1973 w Wenshui w prowincji Shanxi) – chiński duchowny rzymskokatolicki, biskup diecezjalny Lüliang od 2025.

## Życiorys
Po studiach teologicznych w Państwowym Seminarium Duchownym w Pekinie otrzymał święcenia kapłańskie w stopniu prezbitera 14 października 2001 i został inkardynowany do diecezji Fenyang. Następnie odbył studia lingwistyczne na Uniwersytecie w Xi'an, a także teologiczne na Uniwersytecie w Sankt Augustin. W diecezji był odpowiedzialny za Diecezjalne Centrum Pastoralne, oraz pełnił urząd wikariusza generalnego. 
20 stycznia 2025 przez Stolicę Apostolską do publicznej wiadomości została podana informacja o przyjęciu przez niego sakry. W tym samym komunikacie poinformowano, że papież Franciszek zaakceptował jego nominację biskupią 28 października 2024, która nastąpiła na mocy Tymczasowego Porozumienia między Stolicą Apostolską a Chińską Republiką Ludową.